# Theodor Otto Diener
Theodor Otto Diener (Zurique, 28 de fevereiro de 1921) é um fitopatologista estadunidense.
Foi o primeiro a descrever os viroides.

## Vida
Estabeleceu-se nos Estados Unidos em 1949. 